# Moskee van Granada
De moskee van Granada (Spaans: Mezquita de Granada) is een moskee in Granada, in het zuiden van Spanje.

## Geschiedenis
De bouw van de moskee is gestart door de lokale moslimgemeenschap. Zij werd vervolgens geopend in de zomer van 2003.

## Architectuur
Het gebouw is ontworpen met traditionele islamitische motieven. Het gebouwencomplex bestaat uit een tuin en centrum voor islamitische studies. Het centrum bestaat uit bibliotheek, conferentiezaal, expositieruimte, boekhandel en ontvangstruimte.

## Activiteiten
De moskee houdt regelmatig vijf dagelijkse gebeden en vrijdaggebeden en biedt ook dagelijkse recitatie en studie van de koran.